# François-César Le Blanc
François-César Le Blanc, né le 15 mars 1672 à Paris où il est mort le 13 mai 1746, est un prélat français, évêque d'Avranches de 1720 à sa mort. 

## Origines et famille
Il est le fils de Louis, maître des Requêtes, et de Suzanne Bazin de Besons, neveu du maréchal de Besons et de l’archevêque de Rouen, qui favorise sa carrière, frère de Denis-Alexandre Le Blanc, évêque de Sarlat, et de Claude Le Blanc, ministre de la Guerre sous le règne de Louis XIV.

## Carrière ecclésiastique
Nommé évêque d’Avranches en novembre 1719, confirmé le 20 mars 1720, il fut consacré aux Invalides de Paris le 1er mai 1720 par son oncle maternel l'archevêque de Rouen, il gouverna en paix son diocèse, comme son frère Denis-Alexandre gouvernait celui de Sarlat presque dans le même temps. Il occupa ce siège pendant 23 ans, jusqu’à sa mort, survenue à l’âge de 74 ans.